# جان کاتز (بازیکن فوتبال)
جان کاتز (انگلیسی: John Coates؛ زادهٔ ۳ ژوئن ۱۹۴۴) بازیکن فوتبال است.
از باشگاه‌هایی که در آن بازی کرده‌است می‌توان به باشگاه فوتبال اسکلمرسال یونایتد، باشگاه فوتبال مورکم، باشگاه فوتبال ساوتپورت، و باشگاه فوتبال بارسکو اشاره کرد.